# TV Lilienthal
Der Turnverein Lilienthal von 1862 e. V. (Kurzform TV Lilienthal) ist ein Sportverein aus Lilienthal nordöstlich von Bremen. Er wurde 1862 gegründet. Heute ist der TV Lilienthal ein Sportverein, der dem Breitensport verbunden ist. Die Herren-Mannschaft der Floorball-Abteilung spielt in der 2. Floorball-Bundesliga.

## Sportarten im Breitensport
Handball stellt  mit gut 200 Mitgliedern die größte Abteilung stellt. Mit elf Jugend- und einer Herrenmannschaft besitzt der TV Lilienthal die größte Handballabteilung im Landkreis Osterholz. Ihre erste Herrenmannschaft nimmt am regulären Spielbetrieb der Bremer Handballliga teil.
Der TV Lilienthal besitzt mehrere Jugend- und Erwachsenenmannschaften im Tischtennis, die auf Kreis- und Bezirksebene tätig sind.
Die Volleyballabteilung besitzt eine Mixed-Mannschaft aus Männern und Frauen, die hauptsächlich an Turnieren auf Kreisebene teilnimmt. Neben der Schoofmoorhalle dienen auch Beachvolleyballplätze auf dem Areal der Schoofmoorsportanlage als Übungs- und Spielstätte.
Mit Beginn der Saison 2016 gibt es beim TV Lilienthal eine Einradhockey-Mannschaft, die auf Turnieren der Deutschen Einradhockeyliga antritt. Am 10. November 2018 konnte sie den Deutschen D-Meister-Titel gewinnen.
Die Leichtathletikabteilung stellt Mannschaften in den Altersklassen U8 bis U20 und nimmt mit diesen an kreis- bis landesweiten Entscheiden teil. Durch eine Sanierung der Tartanbahn und Neubeschaffungen können im Schoofmoorstadion Wettkämpfe in Hochsprung, Stabhochsprung, Kugelstoßen, Weitsprung und vielen anderen Sportarten durchgeführt werden.

## Floorball – Lilienthaler Wölfe
Die Abteilung Floorball stellt eine Herrenmannschaft, welche in der 2. Floorball-Bundesliga spielt. Die Abteilung ist auch unter dem Synonym Lilienthaler Wölfe bekannt. Ihre Heimspiele tragen sie in der Schoofmoorhalle im Lilienthaler Ortsteil Falkenberg aus.

### Sportliche Entwicklung
Der Aufstieg in die Bundesliga gelang dem Verein 2011. Im ersten Jahr konnte der Abstieg erst in den Play-downs abgewehrt werden. Im Folgejahr schaffte die Mannschaft den 5. Platz und erreichte die Play-offs, wo sie aber früh ausschieden. In der Saison 2013/14 wurde der 4. Platz erreicht. Im Folgejahr spielte man aber wieder gegen den Abstieg, den man in den Play-downs vermeiden konnte. Die Saison darauf wurde man nach der Hauptrunde Zweiter und stand im Finale um die deutsche Meisterschaft 2016 den  UHC Weißenfeils gegenüber, welches man aber 4:8 und 3:5 verlor. Auch in der Folgesaison und in der Saison 2017/18 unterlagen die Wölfe dem UHC Weißenfeils in zwei Spielen im Finale um die deutsche Meisterschaft. Ihren bisher größten Erfolg feierte die Mannschaft des TVL 2019 mit dem Gewinn des Floorball Deutschland Pokals. Im Finale schlugen die Wölfe die Red Devils Wernigerode mit 8:5.
Nach der Saison 2018/19 zogen sich die Wölfe in die Regionalliga Nordwest zurück. Sie erreichten 2020 ungeschlagen die Regionalliga-Meisterschaft und stiegen damit wieder zur Saison 2020/21 in die 2. Liga auf. 2021/22 wurden die Wölfe die Staffelsieger im Nord/Westen.

### Junioren
Der TV Lilienthal stellt 4 Jugendmannschaften im Floorballbereich.
Die U9 und U13 sollen zum Erlernen des Sportes beitragen, um im Bereich der U15 auf die Regionalliga-Mannschaft (U17) vorzubereiten.

### Sponsoren und Ausrüster
Neben ihren Ausrüstern für Trikot (Adidas), Equipment (Unihoc) und Sport Caarls aus Bremen-Neustadt, werden die Lilienthaler vor allem von regionalen Unternehmen unterstützt. Darunter die Sparkasse, den städtischen Apotheken, Edeka oder den Stadtwerken.

### Aktuelle und ehemalige A-Nationalspieler (U17, U19 und Herren)
- Nils Hallerstede
- Fabian Diaz de Armas
- Leon Bauer
- Sebastian Spöhle
- Janos Bröker
- Niklas Bröker
- Torben Kleinhans
- Mark-Oliver Bothe
- Milan Urumovic
- Maximilian Spöhle